# Baan
Baan war ein niederländischer Hersteller von Standardsoftware zum Enterprise-Resource-Planning und der Name der entsprechenden Softwarelösung. Das Unternehmen Baan existiert nicht mehr, es wurde von SSA Global übernommen, welches im August 2006 von Infor Global Solutions übernommen wurde. Die Softwarelösung Baan existiert als ERP-Lösung unter dem Namen Infor ERP LN im Produktportfolio der Infor weiter.

## Historie des Ex-Baan-Unternehmens

### 1980er Jahre
Die ehemalige Firma Baan entwickelte sich Ende der 1970er und Anfang der 1980er Jahre aus einer Unternehmensberatung des Gründers Jan Baan in Barneveld, Niederlande. Für einen Computer, den Jan Baan der Legende nach als Bezahlung für Beratungsleistungen bekommen hatte, wurde dann ein Programm zur Anlagenbuchhaltung entwickelt. Die Firma verlegte sich nach und nach auf das Anbieten von Komplettpaketen (Hardware und Softwaremodule in BASIC) für diese Geräte. Im Unterschied zum zeitweiligen Konkurrenten SAP, das von Ex-IBM-Mitarbeitern gegründet wurde, hatte hier ein Branchenfremder Erfolg.
Die Geschäfte liefen gut, sodass zusätzliche Programmierer eingestellt wurden. 1982 stieß der Bruder des Gründers, Paul, dazu. Nach wie vor bewegte man sich im Bereich kundenspezifischer Software und Auftragsprogrammierung. Mitte der 1980er Jahre wurde die Strategie entwickelt, wiederverwendbare Module auf den Markt zu bringen.
Baan setzte auf Unix als Betriebssystem und auf relationale Datenbanken.
Der sich damals entwickelnde CIM-Produktionsansatz beschleunigte das Wachstum. Mitte der 1980er Jahre wurde der Vorläufer der heutigen Baan-Software aus der Taufe gehoben: „BMCS“, im Wesentlichen ein PPS-System. Parallel startete die Entwicklung einer Zwischenschicht, die die Software von der Hardware entkoppeln sollte: Aus einem Basic-nach-C-Übersetzer entwickelten sich die „Baan-Tools“.
Auf dem Höhepunkt Ende 1989 waren 400 Mitarbeiter beschäftigt. Baan geriet in eine Krise und baute knapp die Hälfte der Mitarbeiterstellen ab. Nebenlinien in der Produktpalette, wie Hardware oder CAD-Systeme, wurden eingestellt. Das Geschäft wurde ganz auf die Softwareentwicklung konzentriert.

### 1990er Jahre
1990/1991 wurde „Triton 1.0“, das erste Produkt aus der Familie des Baan-Softwarepakets, fertiggestellt. Es begann eine Phase der Globalisierung. Ende der 1980er Jahre war ein OEM-Vertrag mit Bull Computer geschlossen worden, der Bull das Recht an der Vermarktung von Baan-Software gab. 1991 kam IBM als Partner dazu. Parallel dazu wurde ein Netz von internationalen Niederlassungen aufgebaut, und der eigene Vertrieb über diese Niederlassungen drängte den OEM-Channel in den Hintergrund.
1993 investierte General Atlantic Partners, eine amerikanische Investmentfirma, in das damalige Unternehmen Baan. Mit dieser Kapitalspritze gelang der Sprung über den Atlantik. Gleichzeitig entstand durch eine mehrheitliche Beteiligung am deutschen Vertriebspartner, der SPACE GmbH in Hannover, die Baan Deutschland GmbH. 1995 ging Baan in Amsterdam und an der NASDAQ an die Börse.
Der Konzern wendete einen Bilanztrick an, der zu seinem Untergang beitrug: Softwarelizenzen wurden von der Muttergesellschaft an die Töchter verkauft. Diese aktivierten die Software bilanziell, die Mutter wies hohe Umsätze und viele verkaufte Lizenzen aus. Nachdem Baan 1998 auf das US-GAAP-Verfahren umgestellt hatte, bei dessen Buchhaltungsrichtlinien Lizenzumsätze nur dann als Umsatz ausgewiesen werden dürfen, wenn die Lizenzen tatsächlich den Konzern verlassen haben, wurde der Betrug offengelegt.
Im Juli 1998 trat Jan Baan als Vorstand zurück, Tom Tinsley übernahm den Posten. Nach ersten Börsenverlusten wurde eine Restrukturierung beschlossen, der von Oktober 1998 bis Frühjahr 1999 1200 der vorher 6200 Arbeitsplätze bei Baan zum Opfer fielen. In Deutschland wechselten 170 Mitarbeiter zu outgesourcten Partnerunternehmen, 80 wurden entlassen.
Im Januar 1999 investierte der US-Investmentfonds „Fletcher International Limited“ in Baan und beteiligte sich für 75 Millionen US-Dollar (126 Mio. DM/64,42 Mio. Euro) an 2,5 % des Firmenkapitals.

### Von 2000 bis zum Verkauf von Baan an SSA Global
Im Januar 2000 trat die Baan-Chefin Mary Coleman von ihren Ämtern zurück. Der bisherige Vorsitzende des Aufsichtsrates, Pierre Everaert, übernahm kommissarisch die Leitung des angeschlagenen Konzerns.
Im Februar 2000 drohte die Amsterdamer Börse, Baan-Aktien gesondert zu listen, falls der Eigenkapitalanteil nicht innerhalb von drei Wochen erhöht würde. Baan überzeugte daraufhin Anleger, Wandelschuldverschreibungen früher als fällig gegen Baan-Aktien einzutauschen, und verkaufte das Unternehmen Meta4, einen Anbieter von Personalmanagement-Systemen, sowie den Finance-Spezialisten CODA. Dies spülte zwar circa 90 Mio. Dollar in die Kassen, hatte aber kaum Auswirkungen auf den Aktienkurs. Als dann bekannt wurde, dass Jan Baan im Vorjahr einen größeren Posten seiner Aktien verkauft hatte – noch dazu, ohne dies vorschriftsmäßig bekannt zu machen –, fiel der ohnehin niedrige Aktienkurs nochmals um die Hälfte.
Auf der CeBIT 2000 verkündete Interims-Chef Pierre Eveart, dass Baan zum Verkauf stünde, falls sich ein Investor fände. Ende Mai 2000 bot Invensys, ein Anbieter von Fabrikautomations- und Ingenieurdienstleistungen, an, alle Baan-Aktien zu 2,85 Euro das Stück zu übernehmen. Invensys gab Anfang August 2000 bekannt, dass man nunmehr die Kontrolle über 72 Prozent der Baan-Aktien habe. Baan hat die kompletten Aktiva wie Passiva an den Invensys-Konzern übertragen. Dort wurde Baan in eine eigene Software-Sparte eingebracht.
Im Sommer 2004 wurden die Softwareaktivitäten rund um die Baan-Lösung bei Invensys von der SSA Global Technologies, entstanden aus der insolventen SSA und mit Kapital der beiden Eigentümer General Atlantic Partners and Cerberus Capital Management, herausgekauft.

### Aus Baan wird Infor ERP LN
Im August 2006 wurde die SSA Global von Infor gekauft, seither laufen die Baan-Lösungen in der neueren Version unter dem Namen Infor ERP LN im Produktportfolio bei Infor.

## Sponsoring
In den Jahren 1998–2000 war Baan Trikotsponsor beim damaligen Zweitligisten Hannover 96. Ebenfalls war Baan der Sponsor der ersten Weltausstellung in Deutschland, der Expo 2000 in Hannover.